# مسجد أبو البركات
مسجد أبو البركات (بالفارسية: مسجد ابوالبرکات) هو مسجد تاريخي يعود إلى عصر القاجاريون، ويقع في خميني شهر.